# Городок (Каменское сельское поселение)
Городо́к — деревня в Смоленской области России, в Кардымовском районе. Расположена в центральной части области в 10 км к северо-западу от Кардымова, в 4 км к югу от автодороги М1 «Беларусь», на правом берегу реки Хмость. Население — 2 жителя (2007 год). Входит в состав Каменского сельского поселения.

## История
В 1859 году во владельческой деревне при реке Хмость 6 дворов и 47 жителей. В 1904 году деревня Присельской волости Духовщинского уезда состоит из 3-х частей, 44 двора 377 жителей. 28 июля 1941 года в районе деревни попали в окружение части 5-го механизированного корпуса 20-й армии. В течение пяти дней погибло около тысячи воинов Советской армии. В деревне установлен обелиск.

## Экономика
Сельский клуб-библиотека.

## Достопримечательности
- Памятное место, где в июле 1941 года располагался штаб Западного фронта.
- Памятники археологии: курганы на противоположном берегу реки Хмость, городище юго-восточнее деревни.